# Vitor Kley
Vitor Barbiero Kley (Porto Alegre, 18 de agosto de 1994) é um cantor, musicista e compositor brasileiro. Em 2009, lançou seu álbum de estreia, Eclipse Solar. Seu segundo álbum, Luz a Brilhar, foi lançado em 2012 e teve a produção do cantor Armandinho. Em 2015, assinou com a gravadora Midas Music, lançando seu primeiro EP, o homônimo Vitor Kley, em 2016. Ganhou notoriedade nacional após o lançamento da canção "O Sol", que lhe rendeu uma certificação de disco de diamante duplo no Brasil e disco de platina em Portugal, se tornando uma das canções mais ouvidas do país.
Adrenalizou, seu terceiro álbum de estúdio, foi lançado em 2018 e recebeu certificação de disco de platina no Brasil, pelas 80 mil cópias vendidas. Em 2019, lançou o álbum Microfonado. Em 2020, lança seu segundo EP, Ao Vivo em Portugal, com participação do cantor e compositor Gabriel Demoliner.
A Bolha, disponível na íntegra em junho de 2020, marca a nova fase de Vitor Kley. O álbum, lançado pelo Midas Music, apresenta 12 faixas e foi produzido e dirigido por Rick Bonadio. No mesmo ano, Vitor também foi indicado ao Grammy Latino 2020, na categoria “Melhor Canção em Língua Portuguesa”, com a música “A Tal Canção pra Lua”, interpretada por ele e Samuel Rosa.
Em março de 2021 o cantor disponibilizou em seu canal no YouTube o DOC “Bem-vindos à Bolha”, no qual mostra todos os detalhes da produção e gravação do álbum “A Bolha”, no estúdio pessoal de Rick Bonadio. Em maio, lançou o clipe de "Anjo Ou Mulher", onde o próprio cantor interpreta um cupido chic, cuja missão é unir casais apaixonados. A produção, dirigida por Mateus Rigola, conta com a participação especial, à distância, de Carolina Loureiro. Já em julho, lançou o clipe de “Menina Linda”, gravado em Lisboa, Portugal, sob direção de Gonçalo Carvoeiras, que mostra, no passado, a evolução do cupido estagiário Vitor Kley.

## Carreira

### 2009–16:Eclipse SolareLuz a Brilhar

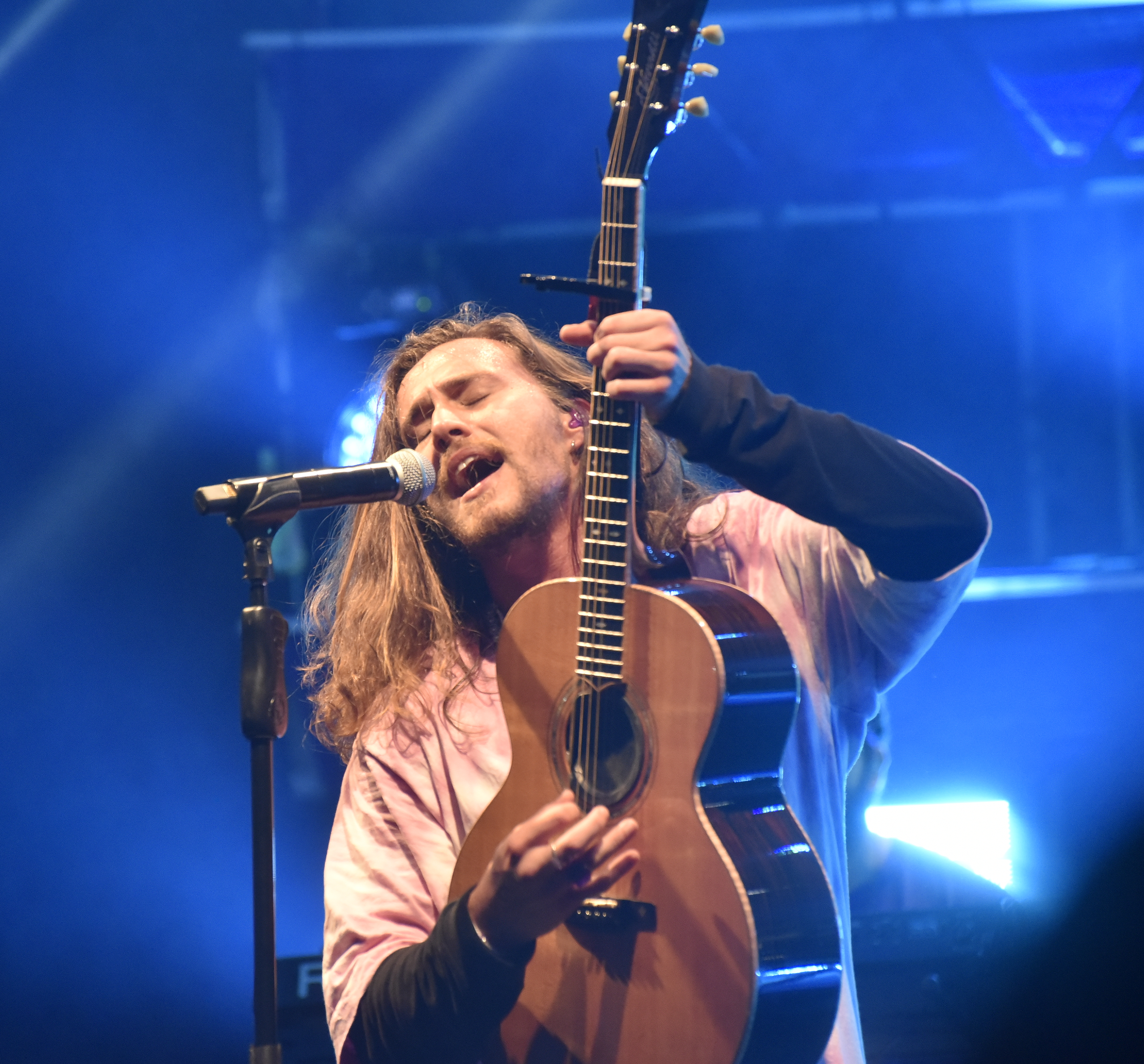
Virada Cultural Paulista em Novo Hamburgo (2022)

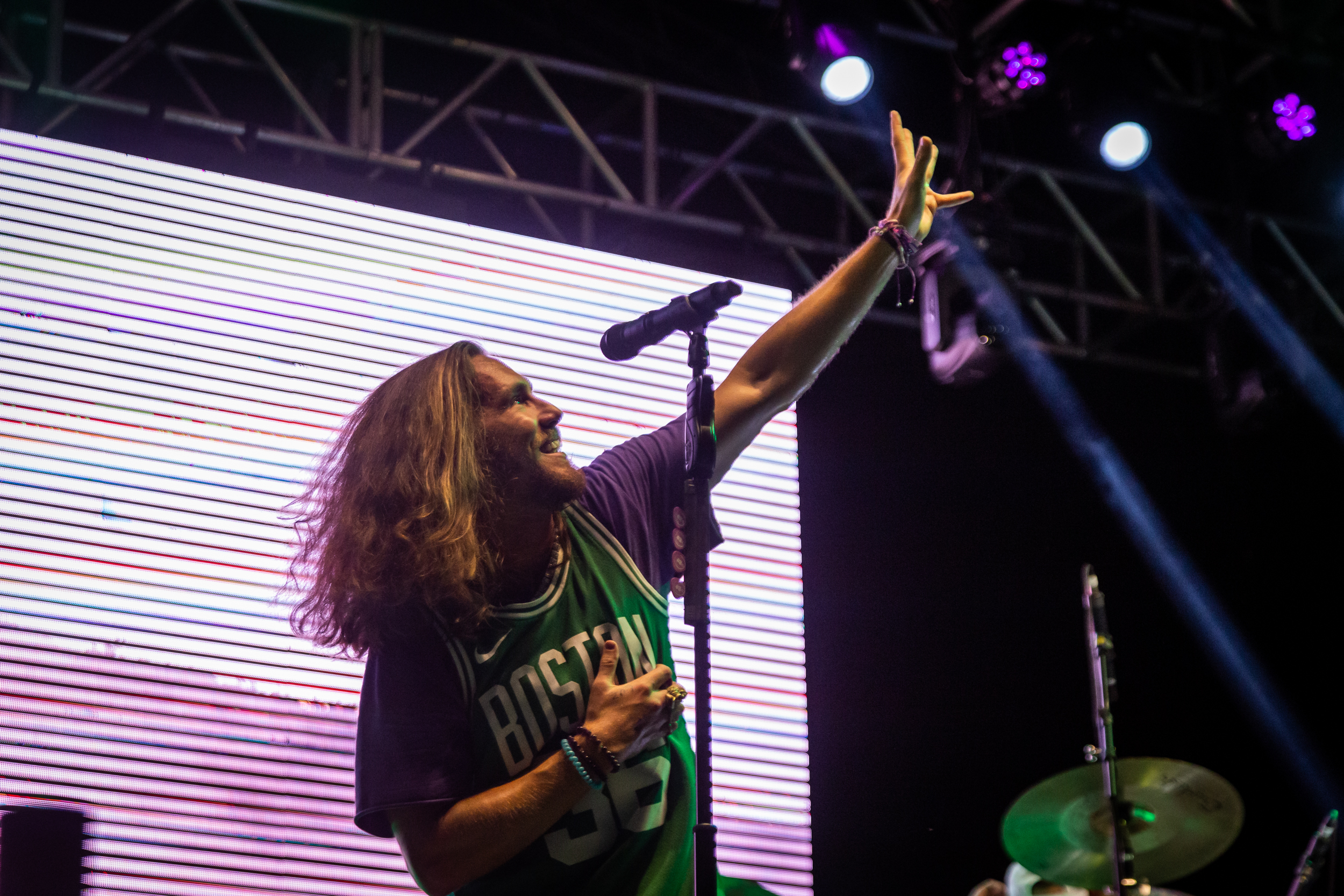
Virada Cultural Paulista em Santa Bárbara d'Oeste (2022)

Em 2009, iniciou sua carreira musical com apenas 14 anos, de forma independente, lançando seu primeiro álbum, Eclipse Solar, com quinze faixas, que teve como singles "Caminho do Hawaii" e "Patricinha". O disco teve ajuda do seu ídolo, o cantor Armandinho, que se tornou o seu padrinho musical e o levava para apresentar-se em seus shows. Em 2012, lançou seu segundo álbum da carreira nomeado, Luz a Brilhar, que teve como singles a música "Luz a Brilhar" e "Vem Pra Perto de Mim" e foi produzido pelo seu padrinho Armandinho. Neste período passou a realizar diversos shows pelos estados do sul do país, onde se tornou um expoente da música, além de se apresentar no principal festival sulista, o Planeta Atlântida.
Em 2015, Vitor foi contratado pela gravadora Midas Music, do consagrado produtor Rick Bonadio, produtor de artistas como Charlie Brown Jr., Mamonas Assassinas, Titãs, Rouge, Ira! e NX Zero. O primeiro EP de Vitor, Vitor Kley, que conta com produção de Rick Bonadio, virou um marco na carreira do artista porto-alegrense. Com sete faixas autorais, o EP inclui as músicas já trabalhadas "Dois Amores", "Farol" e "Armas a Nosso Favor".

### 2017–2019:AdrenalizoueMicrofonado
Em outubro de 2017 o cantor lançou "O Sol", que se tornou o maior hit do artista, sendo um sucesso nacional, estando entre as mais tocadas das rádios e as plataformas de streaming de música, fazendo com que Kley se tenha tornado conhecido em todo o Brasil e um dos artistas mais ouvidos do país no âmbito do pop brasileiro. Em junho de 2018, lançou como single "Morena", em parceria com o DJ Bruno Martini. A canção também se destacou nas plataformas de streaming e nas rádios do país, sendo mais uma música do cantor que se tornou um sucesso. O videoclipe da música contou com a participação da cantora Gabriela, ex-integrante da banda Melim.
Em setembro ainda de 2018, lançou seu terceiro álbum de estúdio, intitulado Adrenalizou, que foi produzido por Rick Bonadio, CEO da Midas Music. Este foi o primeiro registro de Vitor Kley distribuído pelo selo dessa gravadora. O álbum recebeu disco de platina pela Pro-Música Brasil. Em maio, a canção "Bem Te Vi", em parceria com a cantora Kell Smith, entrou para a trilha sonora da telenovela Malhação: Toda Forma de Amar. Em janeiro 2019, Kley lançou como single a música "Adrenalizou", mais um sucesso entre as rádios do país. Em julho do mesmo ano, lançou, em parceria com o duo Anavitória, a canção "Pupila", que em pouco tempo recebeu o certificado de disco de platina pela Pro-Música Brasil. Kley foi convidado pela dupla para uma apresentação da música no Rock in Rio desse ano. Ainda em 2019, Vitor Kley parte para sua primeira tour internacional. O artista teve 9 shows agendados para esse ano, que foram divididos em duas partes. A primeira parte, Verão, ocorreu em julho e agosto, com 4 shows e mais de 50 mil espectadores, em um dos maiores festivais de Portugal, o MEO Sudoeste. A temporada em Portugal rendeu ainda conquistas significantes para Vitor Kley. O cantor conquistou um certificado de single de platina em Portugal, com "O Sol". Durante a segunda parte da tour, realizada em novembro, Vitor passou pelas cidades de Guimarães, Porto, Faro, Cantanhede e Lisboa.
Em 5 de setembro de 2019, Vitor lançou "A Tal Canção Pra Lua", que faz parte do projeto Microfonado, gravado de forma acústica no Midas Music. A música tem como convidado Samuel Rosa, vocalista da banda Skank, sendo mais um single do cantor a ficar entre as mais tocadas das rádios no Brasil. O mesmo projeto rende outra parceria, desta vez com Pedro Calais, da banda Lagum, na música “Detesto Despedidas”.

### 2020:A Bolha
No início de 2020 sai o EP Ao Vivo em Portugal, um registro de apresentações ao vivo composto por seis músicas que fazem parte do registro das duas turnês realizadas em Portugal em 2019.
Um mês e meio após o lançamento, Vitor Kley libera "O Amor É o Segredo", o primeiro single de seu novo álbum, intitulado A Bolha, em um tempo que mistura isolamento social e pânico generalizados em decorrência da pandemia provocada pelo novo coronavírus. O álbum foi produzido e dirigido por Rick Bonadio, junto com Renato Patriarca. "Entramos numa Bolha (daí o nome do disco), um alinhamento total de planetas entre ele e eu, que trouxe uma verdade gigantesca para todo o disco", explicou o cantor.
Vitor traz duas grandes participações no disco: divide os vocais com Vitão em “Jacarandá”, single que ganhou clipe gravado durante a pandemia, enquanto “Dúvida” o dueto é com Jão.
“[O álbum] é pop, mas é claro que com pitada de rock. Tranquilo, mas um tanto envenenado. Só, mas muito bem acompanhado. De cordas a metais, de beats a baterias, de alegria a melancolia. Afinal de contas, nunca soube me definir e nem quero”, descreve o artista.

### 2021–presente
O ano de 2021 começou com uma parceria de sucesso. Vitor Kley convidou Lulu Santos para gravarem juntos uma nova versão de “A Cura” e a música foi um sucesso na voz da dupla. Em março, o cantor disponibilizou o DOC “Bem-vindos à Bolha”, no qual mostra todos os detalhes da produção e gravação do álbum “A Bolha”, no estúdio pessoal de Rick Bonadio. Em maio, lançou o clipe de "Anjo Ou Mulher", onde o próprio cantor interpreta um cupido chic, cuja missão é unir casais apaixonados. A produção, dirigida por Mateus Rigola, conta com a participação especial, à distância, de Carolina Loureiro. Já em julho, lançou o clipe de “Menina Linda”, gravado em Lisboa, Portugal, sob direção de Gonçalo Carvoeiras, que mostra, no passado, a evolução do cupido estagiário Vitor Kley.

## Biografia

### Primeiros anos
Nascido em Porto Alegre e criado em Balneário Camboriú, descendente de alemães e italianos, cresceu também em Novo Hamburgo. Começou a tocar violão ainda na adolescência, sendo incentivado por sua mãe, Janice Barbiero, e seu pai, Ivan Kley, que lhe presenteou com uma guitarra quando tinha onze anos. Antes de seguir carreira musical, seu sonho era se tornar um grande tenista como seu pai, atuando nessa área até os seus dezesseis anos, sendo famoso e tendo disputado campeonatos importantes do Brasil, como o Banana Bowl. Compôs sua primeira canção ainda criança, com apenas dez anos de idade. A música em questão, "É Bem Melhor", foi escrita por ele em homenagem a sua avó falecida.

### Vida pessoal
Vitor já teve um relacionamento com a cantora Gabriela. Em janeiro de 2019, os dois cantaram juntos a canção "Morena" e no final se beijaram no palco do Festival Planeta Brasil. Em fevereiro do mesmo ano, ao ser questionado no Encontro com Fátima Bernardes, Kley confirmou que a canção foi inspirada por Gabi, e também escrita para ela, na época em que os dois tiveram um romance.
Em dezembro de 2019, assumiu namoro com a atriz e apresentadora portuguesa Carolina Loureiro.

## Discografia
- Eclipse Solar (2009)
- Luz a Brilhar (2012)
- Adrenalizou (2018)
- A Bolha (2020)
- As Pequenas Grandes Coisas (2025)

## Filmografia
| Ano  | Título           | Cargo                   | Nota                  |
| ---- | ---------------- | ----------------------- | --------------------- |
| 2021 | Show dos Famosos | Participante            | Temporada 4           |
| 2021 | A Máscara        | Participante (Camaleão) | Temporada 2           |
| 2024 | Vicky e a Musa   | Ele mesmo               | Participação especial |

## Turnês
- Vitor Kley Ao Vivo (2012–15)
- Turnê Dois Amores (2015–17)
- Turnê Adrenalizou (2018–19)[66]
- OnTour (2019-20)[67]
- A Bolha (2022)

## Prêmios e indicações
| Ano  | Prêmio                                | Categoria                                           | Indicação                                | Resultado | Ref.   |
| ---- | ------------------------------------- | --------------------------------------------------- | ---------------------------------------- | --------- | ------ |
| 2018 | Prêmio Jovem Brasileiro               | Aposta                                              | Vitor Kley                               | Venceu    | [ 68 ] |
| 2018 | Meus Prêmios Nick                     | Hit do Ano                                          | "O Sol"                                  | Indicado  | [ 69 ] |
| 2018 | Melhores do Ano                       | Música do Ano                                       | "O Sol"                                  | Indicado  | [ 70 ] |
| 2018 | Prêmio Contigoǃ Online                | Música do Ano                                       | "O Sol"                                  | Indicado  | [ 71 ] |
| 2019 | Troféu Internet                       | Revelação do Ano                                    | Vitor Kley                               | Indicado  |        |
| 2019 | MTV Millennial Awards                 | Hino do Ano                                         | "O Sol"                                  | Indicado  | [ 72 ] |
| 2019 | MTV Millennial Awards                 | Crush do Ano                                        | Vitor Kley                               | Indicado  | [ 72 ] |
| 2019 | MTV Millennial Awards                 | #PrestaAtençãonoGás                                 | Vitor Kley                               | Indicado  | [ 72 ] |
| 2019 | Prêmio Jovem Brasileiro               | Melhor Cantor                                       | Vitor Kley                               | Indicado  |        |
| 2019 | Meus Prêmios Nick                     | Artista Musical Favorito                            | Vitor Kley                               | Indicado  | [ 73 ] |
| 2019 | Meus Prêmios Nick                     | Hit Nacional Favorito                               | "Pupila" (com Anavitória)                | Indicado  | [ 73 ] |
| 2020 | Kids' Choice Awards                   | Artista Brasileiro Favorito                         | Vitor Kley                               | Indicado  | [ 74 ] |
| 2020 | Prêmio Jovem Brasileiro               | Melhor Cantor                                       | Vitor Kley                               | Indicado  |        |
| 2020 | Prêmio Jovem Brasileiro               | Melhor Feat                                         | "Jacarandá" Feat. Vitão                  | Indicado  |        |
| 2020 | MTV Millennial Awards                 | Artista Musical                                     | Vitor Kley                               | Indicado  |        |
| 2020 | MTV Millennial Awards                 | Hino do Ano                                         | "Pupila" (com Anavitória)                | Indicado  |        |
| 2020 | MTV Millennial Awards                 | Melhor Clipe feito em Casa                          | "O Amor É o Segredo"                     | Indicado  |        |
| 2020 | Prêmio Multishow de Música Brasileira | Melhor Cantor                                       | Vitor Kley                               | Indicado  | [ 75 ] |
| 2020 | Prêmio Multishow de Música Brasileira | Melhor Música                                       | "A Tal Canção Pra Lua" part. Samuel Rosa | Indicado  | [ 75 ] |
| 2020 | Latin Grammy Awards                   | Melhor Canção em Língua Portuguesa                  | "A Tal Canção Pra Lua" part. Samuel Rosa | Indicado  | [ 76 ] |
| 2021 | MTV Millennial Awards                 | Hitmaker Absurdo                                    | Vitor Kley                               | Pendente  |        |
| 2021 | Grammy Latino                         | Melhor Álbum Pop Contemporâneo em Língua Portuguesa | A Bolha                                  | Indicado  | [ 78 ] |